# Eddie's Archive
Eddie's Archive es una caja recopilatoria de la banda de heavy metal Iron Maiden publicado el 16 de noviembre de 2002.
El recopilatorio se divide en tres discos:
1. The BBC Archives, documental histórico sobre los inicios de la banda.
2. Best of the B'Sides recopilatorio de lados B de los sencillos de la banda.
3. Beast Over Hammersmith álbum en directo grabado en la gira The Beast on the Road en soporte al álbum The Number of the Beast.

En los cuales aparecen varias versiones de las bandas que influenciaron a Iron Maiden, como Deep Purple y UFO, entre otros.